# أكيرا هاياشي
أكيرا هاياشي (باليابانية: 林享) (و. 1974 – م) هو سباح، من اليابان، شارك في ألعاب الأولمبياد الصيفية سنة 2000، وألعاب الأولمبياد الصيفية 1996، وألعاب أولمبية صيفية 1992.

## روابط خارجية
- أكيرا هاياشي على موقع الاتحاد الدولي للسباحة (الإنجليزية)
- أكيرا هاياشي على موقع أوليمبيديا (الإنجليزية)